# Стара Сушица
Стара Сушица је насељено место у саставу општине Равна Гора у Горском котару, Приморско-горанска жупанија, Република Хрватска.

## Историја
До територијалне реорганизације у Хрватској налазила се у саставу старе општине Делнице.

## Становништво
На попису становништва 2011. године, Стара Сушица је имала 262 становника.

## Попис1991.
На попису становништва 1991. године, насељено место Стара Сушица је имало 351 становника, следећег националног састава:
| Попис 1991.‍  | Попис 1991.‍  | Попис 1991.‍ | Попис 1991.‍ | Попис 1991.‍ |
| ------------ | ------------ | ----------- | ----------- | ----------- |
|              |              |             |             |             |
| Хрвати       | Хрвати       |             | 338         | 96,29%      |
| Срби         | Срби         |             | 4           | 1,13%       |
| Бугари       | Бугари       |             | 1           | 0,28%       |
| неопредељени | неопредељени |             | 7           | 1,99%       |
| непознато    | непознато    |             | 1           | 0,28%       |
| укупно: 351  |              |             |             |             |